# Nechama Dina Schneersohn
Pour les articles homonymes, voir Schneersohn.
Nechama Dina Schneersohn (24 octobre 1881, Chișinău, Bessarabie, Empire russe-7 janvier 1971, Brooklyn, New York, États-Unis) est l'épouse du 6e rabbin de Loubavitch et la mère de l'épouse du 7e rabbin de Loubavitch.

## Éléments biographiques
Nechama Dina Schneerson est née le 24 octobre 1881 à Kishivev, en Moldavie. Elle est la fille du rabbin Avraham Schneerson de Kichinev et de Yocheved Schneerson.
Elle épouse le 6e rabbin de Loubavitch, Yossef Yitzchok Schneersohn.
Elle est la mère de Chaya Mushka Schneerson, l'épouse du 7e rabbin de Loubavitch, Menachem Mendel Schneerson.